# Parapalaeosepsis laffooni
Parapalaeosepsis laffooni är en tvåvingeart som beskrevs av Steyskal 1949. Parapalaeosepsis laffooni ingår i släktet Parapalaeosepsis och familjen svängflugor. Inga underarter finns listade i Catalogue of Life.